# Nykirken
Nykirken - qui signifie nouvelle église - est une des églises de Bergen, en Norvège. Elle fut construite en pierre en 1621 pour les habitants de Nordnes, après que les églises de la zone eurent été détruites et que pendant une longue période les habitants durent marcher jusqu'à Domkirken - la cathédrale -pour communier.
L'église est construite sur les ruines de l'ancienne résidence d'un archevêque, dont les murs imposants subsistèrent jusqu'au XVIIe siècle. Les fondations servirent de cimetière vers 1637.
Après un incendie en 1756 une nouvelle église fut construite par-dessus, et le cimetière, abandonné en 1863 fut quant à lui rasé après le grand feu de 1944, provoqué par l'explosion d'un cargo chargé de munitions.
Les dernières restaurations datent de 1956 et 1996 ; l'église peut accueillir 750 personnes.